# Verbifiering
Verbifiering är ett ordbildningskoncept som syftar på att göra ett verb av en annan ordklass.

## Exempel
- Av "cykel" bildas verbet "cykla".
- Av "tölp" bildas verbet "tölpa (sig)"
- Av "verb" bildas verbet "verbifiera" – rekursivt exempel